# Pegomya kali
Pegomya kali este o specie de muște din genul Pegomya, familia Anthomyiidae, descrisă de Masayoshi Suwa în anul 1997. Conform Catalogue of Life specia Pegomya kali nu are subspecii cunoscute.